# Torrecilla del Monte
Torrecilla del Monte ist eine nordspanische Landgemeinde (municipio) mit 79 Einwohnern (Stand: 2024) im Süden der Provinz Burgos in der Autonomen Gemeinschaft Kastilien-León. 

## Lage und Klima
Torrecilla del Monte liegt in der kastilischen Hochebene (meseta) gut 28 km südlich der Provinzhauptstadt Burgos in einer Höhe von ca. 955 m. Das Klima ist gemäßigt bis warm; Regen (ca. 602 mm/Jahr) fällt übers Jahr verteilt.

## Bevölkerungsentwicklung
| Jahr      | 1970 | 1981 | 1991 | 2001 | 2011 | 2021 |
| Einwohner | 133  | 82   | 84   | 82   | 80   | 73   |

## Sehenswürdigkeiten
- Jakobuskirche (Iglesia de Santiago Apostól) in Torrecilla del Monte

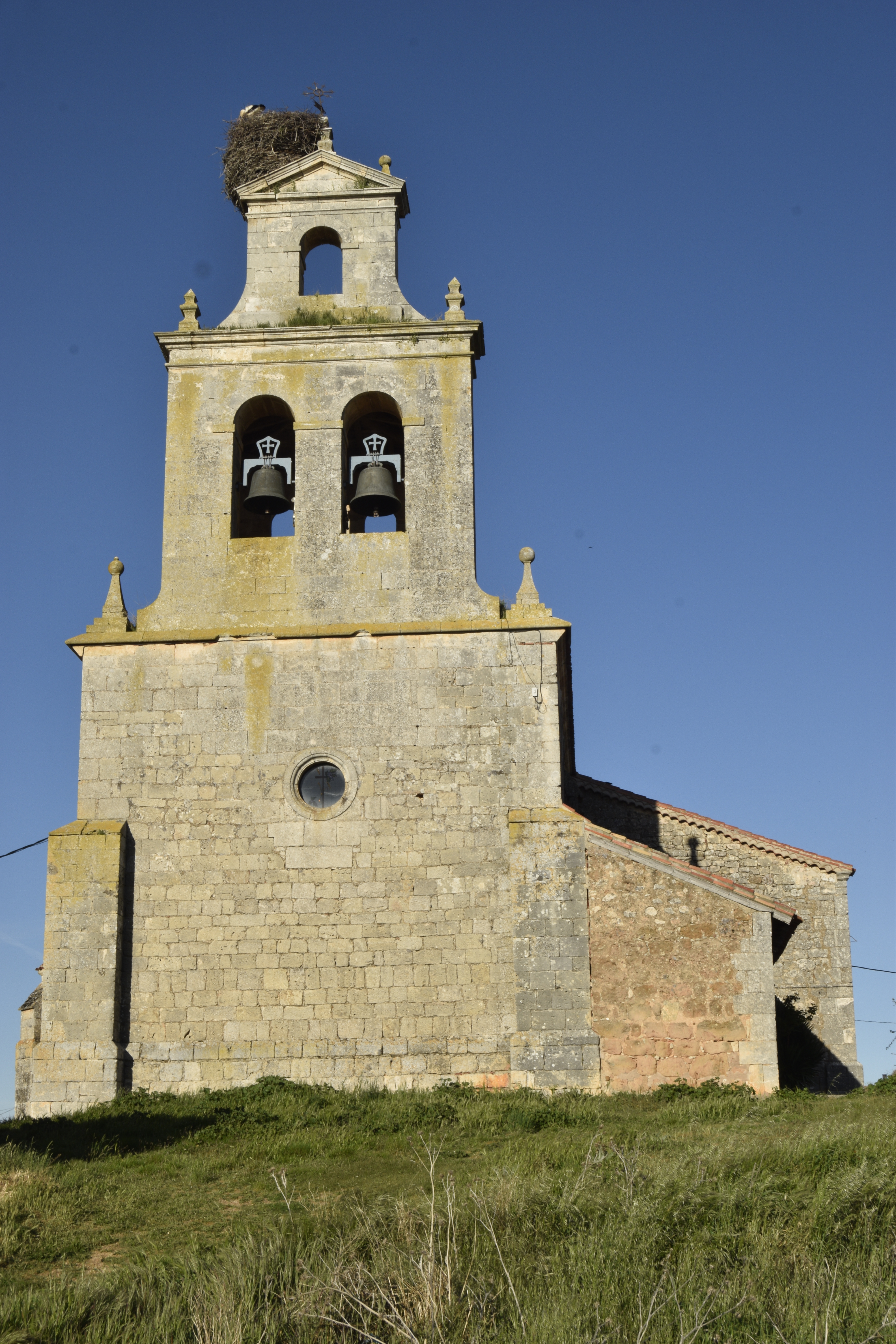
Jakobuskirche